# Saison 2022-2023 de la MHL
Saison précédente Saison suivante
La saison 2022-2023 est la quatorzième saison de la MHL, le championnat de hockey sur glace des équipes juniors de la KHL.

## Saison régulière
Le championnat est composé d'équipes russes et d'une équipe biélorusse le Dinamo-Chinnik.
La Conférence Ouest est composée de 19 équipes et la Conférence Est composée de 18 équipes. Chaque conférence est composée d'une division Or et d'une division Argent. 
Chaque équipe dispute 50 matchs de saison régulière face aux équipes de sa conférence. Ainsi une équipe dispute quatre matchs contre chaque équipe de sa division (deux à domicile et deux à l'extérieur) et deux matchs contre chaque équipe de l'autre division.
À la fin de la saison régulière, les cinq premières équipes de chaque Division Or sont qualifiées pour les séries éliminatoires. Trois places qualificatives sont attribuées lors d'une confrontation en match aller-retour disputé entre les équipes classées première, deuxième et troisième de la Division Argent et les sixième, septième et huitième de la Division Or.

### Conférence Ouest
| Clt   | Équipe           | PJ | V  | VP | VF | D  | DP | DF | BP  | BC  | Pts |
| ----- | ---------------- | -- | -- | -- | -- | -- | -- | -- | --- | --- | --- |
| +001, | Loko             | 52 | 34 | 3  | 5  | 5  | 5  | 0  | 200 | 96  | 89  |
| +002, | SKA-1946         | 52 | 35 | 2  | 0  | 10 | 0  | 5  | 214 | 107 | 79  |
| +003, | MHK Dinamo       | 52 | 26 | 9  | 2  | 12 | 3  | 0  | 172 | 109 | 77  |
| +004, | Krasnaïa Armia   | 52 | 26 | 6  | 3  | 12 | 4  | 1  | 178 | 122 | 75  |
| +005, | MHK Spartak      | 52 | 26 | 2  | 4  | 18 | 2  | 0  | 175 | 136 | 66  |
| +006, | Dinamo SPB       | 52 | 19 | 6  | 1  | 23 | 3  | 0  | 156 | 180 | 55  |
| +007, | Almaz            | 52 | 16 | 2  | 4  | 20 | 8  | 2  | 152 | 166 | 54  |
| +008, | Rousskie Vitiazi | 52 | 19 | 1  | 2  | 24 | 3  | 3  | 125 | 146 | 50  |
| +009, | Krylia Sovetov   | 52 | 17 | 2  | 0  | 24 | 6  | 3  | 108 | 151 | 47  |

| Clt   | Équipe                           | PJ | V  | VP | VF | D  | DP | DF | BP  | BC  | Pts |
| ----- | -------------------------------- | -- | -- | -- | -- | -- | -- | -- | --- | --- | --- |
| +001, | HK Kapitan                       | 54 | 35 | 2  | 1  | 13 | 2  | 1  | 176 | 130 | 79  |
| +002, | Akademia Mikhaïlova Novomoskovsk | 54 | 34 | 3  | 1  | 15 | 0  | 1  | 197 | 123 | 77  |
| +003, | Dinamo-Chinnik                   | 54 | 25 | 6  | 2  | 17 | 3  | 1  | 200 | 159 | 70  |
| +004, | SMO MHK Atlant                   | 54 | 23 | 1  | 5  | 16 | 4  | 5  | 167 | 143 | 67  |
| +005, | Amourskie Tigry                  | 54 | 23 | 4  | 2  | 21 | 3  | 1  | 167 | 157 | 62  |
| +006, | Sakhalinskie Akouly              | 54 | 21 | 2  | 1  | 24 | 0  | 6  | 165 | 195 | 54  |
| +007, | SKA-Variagui                     | 54 | 9  | 1  | 1  | 36 | 4  | 3  | 126 | 202 | 29  |
| +008, | AKM-Iounior                      | 54 | 9  | 1  | 1  | 39 | 2  | 2  | 117 | 208 | 26  |
| +009, | Taïfoun                          | 54 | 7  | 1  | 2  | 39 | 2  | 3  | 106 | 240 | 25  |
| +010, | SKA-Karelia                      | 54 | 6  | 1  | 2  | 42 | 1  | 2  | 93  | 224 | 21  |

### Conférence Est
| Clt   | Équipe              | PJ | V  | VP | VF | D  | DP | DF | BP  | BC  | Pts |
| ----- | ------------------- | -- | -- | -- | -- | -- | -- | -- | --- | --- | --- |
| +001, | Omskie Iastreby     | 50 | 32 | 3  | 2  | 9  | 2  | 2  | 185 | 125 | 78  |
| +002, | Tchaïka             | 50 | 28 | 7  | 4  | 11 | 0  | 0  | 153 | 104 | 78  |
| +003, | Stalnye Lissy       | 50 | 28 | 1  | 6  | 11 | 1  | 3  | 164 | 103 | 74  |
| +004, | Mamonty Iougry      | 50 | 29 | 3  | 0  | 12 | 2  | 4  | 179 | 123 | 70  |
| +005, | Belye Medvedi       | 50 | 23 | 2  | 7  | 15 | 0  | 3  | 167 | 131 | 67  |
| +006, | Tolpar              | 50 | 21 | 5  | 2  | 18 | 1  | 3  | 173 | 143 | 60  |
| +007, | Irbis               | 50 | 19 | 4  | 3  | 20 | 2  | 2  | 131 | 122 | 56  |
| +008, | Spoutnik Almetievsk | 50 | 22 | 0  | 0  | 21 | 4  | 3  | 135 | 158 | 51  |
| +009, | Loko-76             | 50 | 14 | 1  | 5  | 25 | 3  | 2  | 134 | 161 | 45  |

| Clt   | Équipe              | PJ | V  | VP | VF | D  | DP | DF | BP  | BC  | Pts |
| ----- | ------------------- | -- | -- | -- | -- | -- | -- | -- | --- | --- | --- |
| +001, | Avto                | 50 | 26 | 3  | 2  | 18 | 0  | 1  | 189 | 144 | 63  |
| +002, | Sibirskie Snaïpery  | 50 | 20 | 4  | 4  | 15 | 4  | 3  | 180 | 157 | 63  |
| +003, | MHK Molot           | 50 | 20 | 2  | 3  | 18 | 6  | 1  | 135 | 141 | 57  |
| +004, | Ladia               | 50 | 20 | 1  | 1  | 23 | 2  | 3  | 121 | 153 | 49  |
| +005, | Reaktor             | 50 | 15 | 3  | 4  | 23 | 5  | 0  | 173 | 193 | 49  |
| +006, | Tioumenski Leguion  | 50 | 13 | 3  | 2  | 23 | 3  | 6  | 149 | 192 | 45  |
| +007, | Kouznetskie Medvedi | 50 | 10 | 4  | 0  | 25 | 6  | 5  | 126 | 175 | 39  |
| +008, | Sarmaty Orenbourg   | 50 | 8  | 1  | 0  | 34 | 3  | 4  | 134 | 209 | 25  |
| +009, | Krasnoïarskie Ryssi | 50 | 8  | 0  | 2  | 35 | 3  | 2  | 93  | 187 | 25  |

- Vainqueur de la saison régulière
- Qualifié pour les séries éliminatoires
- Promu en Division Or pour la saison suivante et qualifié pour les barrages des séries éliminatoires
- Qualifié pour les barrages des séries éliminatoires
- Relégué en Division Argent pour la saison suivante

### Barrages des séries éliminatoires

#### Conférence Ouest
- Dinamo SPB (6 Or) - Dinamo-Chinnik (3 Ar): 2-0
- Almaz (7 Or) - Akademia Mikhaïlova Novomoskovsk (2 Ar) : 0-2
- Rousskie Vitiazi (8 or) - HK Kapitan (1 Ar) : 0-2

#### Conférence Est
- Tolpar (6 Or) - MHK Molot (3 Ar): 2-1
- Irbis (7 Or) - Sibirskie Snaïpery (2 Ar) : 0-2
- Spoutnik Almetievsk (8 Or) - Avto (1 Ar) : 1-2

## Coupe Kharlamov
Le Tchaïka Nijni Novgorod remporte la Coupe Kharlamov 2023. 
L'attaquant Artiom Misnikov (Tchaïka) est nommé joueur le plus utile des séries éliminatoires.
|  | Huitièmes de finale              | Huitièmes de finale |                 |   | Quarts de finale | Quarts de finale |  |  | Demi-finales | Demi-finales |  |  | Finale | Finale |
|  | Huitièmes de finale              | Huitièmes de finale |                 |   | Quarts de finale | Quarts de finale |  |  | Demi-finales | Demi-finales |  |  | Finale | Finale |
|  |                                  |                     |                 |   |                  |                  |  |  |              |              |  |  |        |        |
|  |                                  |                     |                 |   |                  |                  |  |  |              |              |  |  |        |        |
|  |                                  |                     |                 |   |                  |                  |  |  |              |              |  |  |        |        |
|  | SKA-1946                         | 3                   |                 |   |                  |                  |  |  |              |              |  |  |        |        |
|  | SKA-1946                         | 3                   |                 |   |                  |                  |  |  |              |              |  |  |        |        |
|  | HK Kapitan                       | 0                   |                 |   |                  |                  |  |  |              |              |  |  |        |        |
|  | HK Kapitan                       | 0                   | SKA-1946        | 3 |                  |                  |  |  |              |              |  |  |        |        |
|  |                                  |                     | SKA-1946        | 3 |                  |                  |  |  |              |              |  |  |        |        |
|  |                                  | MHK Dinamo Moscou   | 0               |   |                  |                  |  |  |              |              |  |  |        |        |
|  | MHK Dinamo Moscou                | MHK Dinamo Moscou   | 0               | 3 |                  |                  |  |  |              |              |  |  |        |        |
|  | MHK Dinamo Moscou                |                     |                 | 3 |                  |                  |  |  |              |              |  |  |        |        |
|  | Dinamo SPB                       | 2                   |                 |   |                  |                  |  |  |              |              |  |  |        |        |
|  | Dinamo SPB                       | 2                   | Loko            | 0 |                  |                  |  |  |              |              |  |  |        |        |
|  |                                  |                     | Loko            | 0 |                  |                  |  |  |              |              |  |  |        |        |
|  |                                  | Tchaïka             | 3               |   |                  |                  |  |  |              |              |  |  |        |        |
|  | Loko                             | Tchaïka             | 3               | 3 |                  |                  |  |  |              |              |  |  |        |        |
|  | Loko                             |                     |                 | 3 |                  |                  |  |  |              |              |  |  |        |        |
|  | Akademia Mikhaïlova Novomoskovsk | 1                   |                 |   |                  |                  |  |  |              |              |  |  |        |        |
|  | Akademia Mikhaïlova Novomoskovsk | 1                   | Loko            | 3 |                  |                  |  |  |              |              |  |  |        |        |
|  |                                  |                     | Loko            | 3 |                  |                  |  |  |              |              |  |  |        |        |
|  |                                  | MHK Spartak         | 0               |   |                  |                  |  |  |              |              |  |  |        |        |
|  | Krasnaïa Armia                   | MHK Spartak         | 0               | 1 |                  |                  |  |  |              |              |  |  |        |        |
|  | Krasnaïa Armia                   |                     |                 | 1 |                  |                  |  |  |              |              |  |  |        |        |
|  | MHK Spartak                      | 3                   |                 |   |                  |                  |  |  |              |              |  |  |        |        |
|  | MHK Spartak                      | 3                   | Tchaïka         | 4 |                  |                  |  |  |              |              |  |  |        |        |
|  |                                  |                     | Tchaïka         | 4 |                  |                  |  |  |              |              |  |  |        |        |
|  |                                  | Omskie Iastreby     | 2               |   |                  |                  |  |  |              |              |  |  |        |        |
|  | Tchaïka                          | Omskie Iastreby     | 2               | 3 |                  |                  |  |  |              |              |  |  |        |        |
|  | Tchaïka                          |                     |                 | 3 |                  |                  |  |  |              |              |  |  |        |        |
|  | Avto                             | 1                   |                 |   |                  |                  |  |  |              |              |  |  |        |        |
|  | Avto                             | 1                   | Tchaïka         | 3 |                  |                  |  |  |              |              |  |  |        |        |
|  |                                  |                     | Tchaïka         | 3 |                  |                  |  |  |              |              |  |  |        |        |
|  |                                  | Mamonty Iougry      | 1               |   |                  |                  |  |  |              |              |  |  |        |        |
|  | Mamonty Iougry                   | Mamonty Iougry      | 1               | 3 |                  |                  |  |  |              |              |  |  |        |        |
|  | Mamonty Iougry                   |                     |                 | 3 |                  |                  |  |  |              |              |  |  |        |        |
|  | Belye Medvedi                    | 2                   |                 |   |                  |                  |  |  |              |              |  |  |        |        |
|  | Belye Medvedi                    | 2                   | SKA-1946        | 1 |                  |                  |  |  |              |              |  |  |        |        |
|  |                                  |                     | SKA-1946        | 1 |                  |                  |  |  |              |              |  |  |        |        |
|  |                                  | Omskie Iastreby     | 3               |   |                  |                  |  |  |              |              |  |  |        |        |
|  | Omskie Iastreby                  | Omskie Iastreby     | 3               | 3 |                  |                  |  |  |              |              |  |  |        |        |
|  | Omskie Iastreby                  |                     |                 | 3 |                  |                  |  |  |              |              |  |  |        |        |
|  | Sibirskie Snaïpery               | 0                   |                 |   |                  |                  |  |  |              |              |  |  |        |        |
|  | Sibirskie Snaïpery               | 0                   | Omskie Iastreby | 3 |                  |                  |  |  |              |              |  |  |        |        |
|  |                                  |                     | Omskie Iastreby | 3 |                  |                  |  |  |              |              |  |  |        |        |
|  |                                  | Tolpar              | 1               |   |                  |                  |  |  |              |              |  |  |        |        |
|  | Stalnye Lissy                    | Tolpar              | 1               | 1 |                  |                  |  |  |              |              |  |  |        |        |
|  | Stalnye Lissy                    |                     |                 | 1 |                  |                  |  |  |              |              |  |  |        |        |
|  | Tolpar                           | 3                   |                 |   |                  |                  |  |  |              |              |  |  |        |        |
|  | Tolpar                           | 3                   |                 |   |                  |                  |  |  |              |              |  |  |        |        |

### Finale
| 15 avril 2023 | Omskie Iastreby | 2-6 (1-2, 1-1, 0-3) | Tchaïka | Académie de hockey Avangard, Omsk 1 177 spectateurs |

| Feuille de match   | Feuille de match                                                             | Feuille de match                | Feuille de match | Feuille de match                                                             |
| ------------------ | ---------------------------------------------------------------------------- | ------------------------------- | --- | ---------------------------------------------------------------------------- |
|                    | Malov (Trikozov, Filatiev) — 17 min (SN) Golodniouk (Trikozov) — 31 min 44 s | 0-1 0-2 1-2 1-3 2-3 2-4 2-5 2-6 | Tchoupine (Koniouchkov, Kouprianov) — 2 min 2 s Vinogradov (Misnikov, Pelevine) — 15 min 54 s Tchesnokov (Kouprianov) — 30 min 55 s Vinogradov (Misnikov, Volokitine) — 44 min 6 s (SN) Atanassov (Tchesnokov, Omelioussik) — 52 min 32 s Vinogradov (Misnikov) — 56 min 44 s | Arbitrage : Ievgueni Andreïev Aleksandr Lerke Anton Lounegov Ivan Soldatkine |
| Stanislav Berejnoï | Gardiens                                                                     | Lorens Zinaddine                | | Arbitrage : Ievgueni Andreïev Aleksandr Lerke Anton Lounegov Ivan Soldatkine |
| 6 min              | Pénalités                                                                    | 12 min                          | | Arbitrage : Ievgueni Andreïev Aleksandr Lerke Anton Lounegov Ivan Soldatkine |
| 41                 | Tirs                                                                         | 33                              | | Arbitrage : Ievgueni Andreïev Aleksandr Lerke Anton Lounegov Ivan Soldatkine |

| 16 avril 2023 | Omskie Iastreby | 6-2 (2-0, 2-1, 2-1) | Tchaïka | Académie de hockey Avangard, Omsk 1 161 spectateurs |

| Feuille de match   | Feuille de match | Feuille de match                     | Feuille de match                                                                               | Feuille de match                                                              |
| ------------------ | --- | ------------------------------------ | ---------------------------------------------------------------------------------------------- | ----------------------------------------------------------------------------- |
|                    | Filatiev (Perfiliev, Khvorov) — 8 min 39 s Kholodiline — 15 min 57 s (IN) Zaïkine (Vlassenko, Golodniouk) — 29 min Khvorov — 34 min 28 s Perfiliev (Filatiev, Khvorov) — 41 min 43 s Khvorov (Malov, Filatiev) — 45 min 46 s | 1-0 2-0 3-0 3-1 4-1 4-2 5-2 6-2      | Outkine (Koniouchkov, Artamonov) — 34 min 12 s (SN) Atanassov (Misnikov, Breous) — 40 min 37 s | Arbitrage : Maksim Ougrioumov Nikita Chalaguine Alekseï Arkhipov Anton Kotlov |
| Stanislav Berejnoï | Gardiens | Lorens Zinaddine Dmitri Daguestanski |                                                                                                | Arbitrage : Maksim Ougrioumov Nikita Chalaguine Alekseï Arkhipov Anton Kotlov |
| 10 min             | Pénalités | 24 min                               |                                                                                                | Arbitrage : Maksim Ougrioumov Nikita Chalaguine Alekseï Arkhipov Anton Kotlov |
| 29                 | Tirs | 24                                   |                                                                                                | Arbitrage : Maksim Ougrioumov Nikita Chalaguine Alekseï Arkhipov Anton Kotlov |

| 19 avril 2023 | Tchaïka | 4-2 (0-1, 2-0, 2-0) | Omskie Iastreby | Palais des Sports Konovalenko, Nijni Novgorod 4 200 spectateurs |

| Feuille de match | Feuille de match | Feuille de match        | Feuille de match                                                      | Feuille de match                                                               |
| ---------------- | --- | ----------------------- | --------------------------------------------------------------------- | ------------------------------------------------------------------------------ |
|                  | Levinski (Tchesnokov, Pelevine) — 33 min 10 s (IN) Volokitine (Vlassov, Levinski) — 38 min 50 s Ziminov (Koniouchkov, Silaïev) — 46 min 49 s Tchesnokov (Outkine, Koniouchkov) — 52 min 55 s (SN) | 0-1 1-1 2-1 3-1 3-2 4-2 | Zaïkine (Vlassenko) — 8 min 51 s Kazatchiok (Reingardt) — 47 min 15 s | Arbitrage : Valeri Iakimov Artour Safioullov Gleb Stoudiline Vladislav Romanov |
| Lorens Zinaddine | Gardiens | Stanislav Berejnoï      |                                                                       | Arbitrage : Valeri Iakimov Artour Safioullov Gleb Stoudiline Vladislav Romanov |
| 8 min            | Pénalités | 2 min                   |                                                                       | Arbitrage : Valeri Iakimov Artour Safioullov Gleb Stoudiline Vladislav Romanov |
| 33               | Tirs | 39                      |                                                                       | Arbitrage : Valeri Iakimov Artour Safioullov Gleb Stoudiline Vladislav Romanov |

| 20 avril 2023 | Tchaïka | 5-2 (0-0, 2-1, 3-1) | Omskie Iastreby | Palais des Sports Konovalenko, Nijni Novgorod 4 200 spectateurs |

| Feuille de match | Feuille de match | Feuille de match            | Feuille de match                                                             | Feuille de match                                                              |
| ---------------- | --- | --------------------------- | ---------------------------------------------------------------------------- | ----------------------------------------------------------------------------- |
|                  | Vinogradov (Misnikov, Pelevine) — 30 min 44 s (SN) Vinogradov (Pelevine) — 32 min 55 s (SN) Ziminov — 44 min 56 s Omelioussik (Tchoupine, Koniouchkov) — 52 min 53 s Vinogradov (Breous) — 55 min 36 s | 0-1 1-1 2-1 3-1 4-1 4-2 5-2 | Gouliaïev (Malov) — 23 min 26 s (SN) Malov (Khvorov, Filatiev) — 54 min 29 s | Arbitrage : Sergueï Kondratiev Roman Kolonoutov Ivan Arekaïev Nikita Serdiouk |
| Lorens Zinaddine | Gardiens | Stanislav Berejnoï          |                                                                              | Arbitrage : Sergueï Kondratiev Roman Kolonoutov Ivan Arekaïev Nikita Serdiouk |
| 12 min           | Pénalités | 14 min                      |                                                                              | Arbitrage : Sergueï Kondratiev Roman Kolonoutov Ivan Arekaïev Nikita Serdiouk |
| 34               | Tirs | 31                          |                                                                              | Arbitrage : Sergueï Kondratiev Roman Kolonoutov Ivan Arekaïev Nikita Serdiouk |

| 23 avril 2023 | Omskie Iastreby | 3-2 (pr) (0-0, 0-0, 2-2, 1-0) | Tchaïka | Académie de hockey Avangard, Omsk 1 188 spectateurs |

| Feuille de match   | Feuille de match                                                                                                   | Feuille de match    | Feuille de match                                                                           | Feuille de match                                                              |
| ------------------ | --- | ------------------- | ------------------------------------------------------------------------------------------ | ----------------------------------------------------------------------------- |
|                    | Trikozov (Gouliaïev) — 53 min 20 s (SN) Filatiev (Khvorov) — 56 min 54 s Malov (Figourine, Trikozov) — 75 min 16 s | 0-1 1-1 2-1 2-2 3-2 | Levinski (Misnikov) — 49 min 17 s (IN) Misnikov (Atanassov, Volokitine) — 59 min 59 s (SN) | Arbitrage : Nikita Chalaguine Pavel Kouptsov Aleksandr Litvinov Iegor Chamine |
| Stanislav Berejnoï | Gardiens | Lorens Zinaddine    |                                                                                            | Arbitrage : Nikita Chalaguine Pavel Kouptsov Aleksandr Litvinov Iegor Chamine |
| 14 min             | Pénalités | 16 min              |                                                                                            | Arbitrage : Nikita Chalaguine Pavel Kouptsov Aleksandr Litvinov Iegor Chamine |
| 40                 | Tirs | 36                  |                                                                                            | Arbitrage : Nikita Chalaguine Pavel Kouptsov Aleksandr Litvinov Iegor Chamine |

| 25 avril 2023 | Tchaïka | 3-2 (pr) (0-1, 0-0, 2-1, 1-0) | Omskie Iastreby | Palais des Sports Konovalenko, Nijni Novgorod 4 200 spectateurs |

| Feuille de match | Feuille de match | Feuille de match                | Feuille de match                                                                    | Feuille de match                                                           |
| ---------------- | --- | ------------------------------- | ----------------------------------------------------------------------------------- | -------------------------------------------------------------------------- |
|                  | Misnikov (Vinogradov, Koniouchkov) — 45 min 35 s Atanassov (Ziminov) — 46 min 5 s Vinogradov (Misnikov, Omelioussik) — 70 min 9 s | 0-1 1-1 2-1 2-2 3-2             | Trikozov (Mouryliov) — 4 min 27 s (SN) Davydov (Reingardt, Mouryliov) — 51 min 47 s | Arbitrage : Pavel Kouptsov Valeri Iakimov Aleksandr Litvinov Iegor Chamine |
| Lorens Zinaddine | Gardiens | Stanislav Berejnoï Ivan Iounine |                                                                                     | Arbitrage : Pavel Kouptsov Valeri Iakimov Aleksandr Litvinov Iegor Chamine |
| 10 min           | Pénalités | 10 min                          |                                                                                     | Arbitrage : Pavel Kouptsov Valeri Iakimov Aleksandr Litvinov Iegor Chamine |
| 53               | Tirs | 37                              |                                                                                     | Arbitrage : Pavel Kouptsov Valeri Iakimov Aleksandr Litvinov Iegor Chamine |

## Effectif vainqueur de la Coupe Kharlamov
| Vainqueurs de la Coupe Kharlamov 2023 Tchaïka Nijni Novgorod | Gardiens : Dmitri Daguestanski, Denis Outenkov, Maksim Sokolov*, Lorens Zinaddine Défenseurs : Dmitri Breous, Daniil Ganiouchkine, Leonid Gavrilov*, Gleb Ivanov, Ilia Jarkov*, Dmitri Komarov*, Bogdan Koniouchkov, Ivan Lepiokhine, Grigori Morozov, Aleksandr Pelevine, Anton Silaïev, Ivan Tchesnokov*, Maksim Vlassov Attaquants : Nikita Artamonov, Vassili Atanassov, Semion Filiakov*, Andreï Kroutov, Iegor Kouprianov, Artiom Levinski, Danila Medvedev, Artiom Misnikov (C), Igor Naoumov, Daniil Omelioussik, Matveï Outkine, Anton Petrov, Gleb Tchesnokov, Makar Tchoupine, Maksim Tomilov*, Iegor Vinogradov, Pavel Volokitine, Zakhar Ziminov Entraîneur principal : Nikolaï Voïevodine |

(*) Ces joueurs n'ont pas disputé de match dans les séries éliminatoires.

## Lauréats de la saison
- Meilleur joueur de la saison : Ivan Demidov (SKA-1946).
- Meilleur défenseur : Artiom Joukov (Sibirskie Snaïpery).
- Meilleur pointeur de la saison : Aleksandr Morozov (Sakhalinskie Akouly).
- Meilleur buteur : Kirill Poukelo (Akademia Mikhaïlova Novomoskovsk).
- Meilleur gardien de but : Sergueï Mourachov (Loko).
- Meilleur recrue de la saison : Ivan Anochko (Dinamo-Chinnik).
- Meilleur entraîneur : Nikolaï Voïevodine (Tchaïka).
- Meilleur joueur des séries éliminatoires : Artiom Misnikov (Tchaïka).
- Meilleur arbitre : Nikita Chalaguine.
- Meilleur juge de ligne : Aleksandr Litvinov.